# 1907 en droit
Cet article présente les faits marquants de l'année 1907 en droit.

## Événements
- 2 janvier, France : loi dans le cadre des lois de séparation des Églises et de l'État ; l’État, les départements et les communes recouvrent à titre définitif la libre disposition des archevêchés, évêchés, presbytères et séminaires ; par ailleurs, la loi ouvre la possibilité de donner la jouissance d’édifices affectés à l’exercice du culte à des associations loi de 1901 ou à des ministres du culte déclarés[1].
- 28 mars, France : loi dans le cadre des lois de séparation des Églises et de l'État, supprimant l’obligation de déclaration préalable pour les réunions publiques[2].
- 24 avril, Japon : adoption du Code pénal japonais.
- 15 juin - 18 octobre : conférence internationale de la Haye, dont la Convention IV (Règlement concernant les lois et coutumes de la guerre sur terre) et la Convention IX mettent l'accent sur la préservation du patrimoine culturel dans les conflits armés[3].
- 13 juillet, France : loi du libre salaire de la femme, qui autorise les femmes à disposer elles-mêmes de leur salaire[4].
- 10 décembre, Suisse : adoption du Code civil suisse, codifiant les normes législatives du droit privé suisse ; il entrera en vigueur le 1er janvier 1912.
- Le juriste Louis Renault, pour son travail comme premier juriste international français et membre de la Cour permanente d'arbitrage de la Haye, et le journaliste italien Ernesto Teodoro Moneta sont lauréats du prix Nobel de la paix[5].

## Publications
- Pietro Bonfante, Istituzioni di diritto romano, Milan, F. Vallardi.
- Adolphe Prins édite la Revue du droit pénal et de criminologie à l'Université libre de Bruxelles.
- René Garraud, 1er tome du Traité théorique et pratique d'instruction criminelle et de procédure pénale, Paris, éditions Sirey (le 6e volume paraît en 1929).

## Naissances
- 7 juillet : Susie Marshall Sharp, juriste américaine, première femme Chief Justice de la Cour suprême de Caroline du Nord († 1er mars 1996).
- 18 juillet : Herbert Hart philosophe du droit britannique, titulaire de la chaire de jurisprudence (théorie ou philosophie du droit) à l'Université d'Oxford († 19 décembre 1992).
- 18 août : René Rodière, professeur de droit français, spécialisé en droit comparé, en droit maritime et en droit commercial († 8 novembre 1981).
- 6 novembre : Renato Treves, sociologue et philosophe italien, spécialisé dans la sociologie du droit († 31 mai 1992).
- Date précise inconnue :
  - janvier : Raymond Odent, juriste français, spécialisé en contentieux administratif, président de la section du contentieux du Conseil d'État († 1979).

## Décès
- 6 janvier : Ernest Désiré Glasson, juriste français, professeur de procédure civile, spécialiste de l'histoire du droit français, du droit romain et du droit comparé (° 6 octobre 1839).
- 10 mars : Constantin Pobiedonostsev, juriste russe, spécialiste de droit civil (° 21 mai 1827).
- 15 mars : Marcel Fournier, historien français du droit (° 13 octobre 1856).